# 実況パワフルプロ野球2011
『実況パワフルプロ野球2011』（じっきょう ぱわふるぷろやきゅう 2011）はコナミデジタルエンタテインメントから2011年7月14日に発売されたPlayStation 3、PlayStation Portable用野球ゲームソフト。同年12月22日に決定版が発売された。略称は『パワプロ2011』。プロデューサーは兼子恭宗、ディレクターは沖塩豊武、プランナーは遠山晃。
PlayStation 3（PS3）では2作目、PlayStation Portable（PSP）では6作目（サクセス・レジェンズ含めると7作目）となる『実況パワフルプロ野球』（パワプロ）シリーズの2011年版。前作『実況パワフルプロ野球2010』同様PS3版とPSP版で同じタイトルとなっている。パッケージイラストはパワプロ君がバッティングしているもの。
本作では『実況パワフルプロ野球14』以来、4年ぶりとなる決定版（『実況パワフルプロ野球2011決定版』）が発売された。本頁ではそちらについても併せて記載する。

## システムの変更点
前作ではPS3版とPSP版でシステムが異なっていたが、今作からは両ハード共に同じシステムに統一され、両ハード共に同じ環境で遊ぶことができるようになった。
PS3版
- 前作ではPSP版のみだったマイライフモードが新たに搭載。以後のパワプロシリーズにおける定番モードの一つとなった。
- バッティング時の真芯エフェクトが強化された。

PSP版
- 前作ではPS3版のみだった選手固有の似顔絵設定（通称：パワター）、サクセス選手の顔設定が表示されるようになった。
- 今作以降は両ハードで統一されたシステムになったため、前作まであった『パワポタ』シリーズから継承されていたモード（Potacaなど）などの要素が全て廃止された。
- チームアレンジでオリジナルチームを作成できるようになった。それまでは12球団＋オール・セントラル・オール・パシフィックの全14チームをベースに選手を構成することしか出来なかったが、チーム名やロゴなどを個別に設定できるようになった。

システム面の変更
『プロ野球スピリッツ2011』同様、選手の能力が100段階制（球速は170km/hが上限）となり、Aランクの上に最高ランクSが設定された（Sランクは各選手1人につき1つしか付けることができない）。
| ランク | G     | F      | E      | D      | C      | B      | A      | S   |
| ------ | ----- | ------ | ------ | ------ | ------ | ------ | ------ | --- |
| 数値   | 1〜29 | 30〜39 | 40〜49 | 50〜59 | 60〜69 | 70〜79 | 80〜99 | 100 |
演出面の変更
- 選手名音声が前作の3300パターンから約6000パターン、エディットパーツの顔パーツが合計290種類に増加。
- 野球のクローズアップシステムの演出が強化された。
- 国際慣習に従い、ボールカウントの表記を「BSO」に変更。ただし「オプション」から従来の「SBO」にも変更できる。
- 実際のプロ野球同様、ホームランのみビデオ判定が導入された（次回作以降では廃止された）。

オリジナルチームに関する変更
- 過去シリーズにあったアレンジモードのオリジナルチーム、ユニフォーム作成が復活した(PSP版では初実装)。
- 応援曲作成機能は削除され、自動作成とサンプル曲しか使用できなくなった。そのため、任意の応援歌を作成して登録するためには旧作のパワプロ、プロスピシリーズで作成してデータ移動する必要がある。

ペナントモードに関する変更

- 前作『2010』の「ペナントカード」システムの廃止
- 「ショップ」システムの導入 - ポイント（資金）を支払うことで練習機材のLVアップ等が可能。
- 「メダル」システムの導入 - 「完全試合達成」「日本シリーズ優勝」等を達成するとその難易度に応じて金銀銅のメダルを取得できる。これらメダルは投手部門・野手部門・チーム部門の合計216種類が用意されている。取得したメダルは「記録アルバム」で常時閲覧可能。

その他プレイモードに関する変更

- サクセスモードに新たに短時間で育成できる「サクサクセス」、作成した選手でチームを組んで試合に勝ってアイテムを獲得していく「パワファーム」が追加された。
- マイライフモードに顔設定したパワターでプレイできるようになり、一時的に能力アップなどができる新コマンド「食事」が追加された。

データ互換
『2011』で作成した選手はPSP⇔PS3間で相互移動が可能。
応援曲に関しては『2011』以外にも『2009』（PS2）・『2010』（PS3・PSP）・『パワポタ4』（PSP）・『プロ野球スピリッツ2011』（PS3・PSP）からの入力ができる。

## サクセス
サクセスモードは通常のサクセスモードとして高校野球編が用意されているほか、短時間で選手を作成できる「サクサクセス」モード、作成したチームで選手を組む「パワファーム」モードがある。
高校野球編は据え置きハードでは『13』、PSP版では『パワポタ3』『サクセス・レジェンズ』以来となる。
決定版では更に「天下統一 戦国時代編」が追加された。現代世界以外が舞台となるサクセスは『パワプロ』では初めての事である。

### サクサクセス
ボードゲーム風のマップを移動し選手を育てる育成モード。ステージは最大5面。プレイ時間は10分程度。マップ上には能力の上昇する「青パネル」、能力の低下する「赤パネル」、様々な事が起こる「紫パネル」などがある。これらの配置などステージ構成は毎回ランダムであり、通常サクセス以上に運に左右されるゲームとなっている。
マップを移動する際には1マス動く毎に「体力」（初期値・最大値は40）を1ポイント消費し、0になるとゲームオーバーとなる。ステージを一つクリアすれば選手登録を行えるが、プレイを続行すれば体力を10ポイント回復して次のステージに進める。
育成を開始する前にプロ12球団の中から好きな球団を選べる。プレイ時の各マップ上には選んだ球団の選手が登場し、遭遇すれば基礎能力の上昇や特殊能力の習得といった恩恵を得られる。サクセス選手も12球団の選手が登場し、旧作のレギュラーキャラ（いわゆる第О世代キャラ）のうち、第一世代キャラは『2010』時の所属球団（神童裕二郎と矢部明雄は全球団共通）、第二世代・第三世代のキャラと同作のサクセスキャラは他の実在球団に割り振られることとなった。
| サクセス選手             | サクサクセス所属球団                                          |
| ------------------------ | ------------------------------------------------------------- |
| 猪狩守                   | 読売ジャイアンツ                                              |
| 猪狩進                   | オリックス・バファローズ                                      |
| 早川あおい               | 千葉ロッテマリーンズ                                          |
| 阿畑やすし               | 阪神タイガース                                                |
| 友沢亮                   | 埼玉西武ライオンズ                                            |
| 橘みずき                 | 東北楽天ゴールデンイーグルス                                  |
| 六道聖                   | 横浜ベイスターズ                                              |
| 猛田慶次                 | 広島東洋カープ                                                |
| 東條小次郎               | 福岡ソフトバンクホークス                                      |
| （同作のサクセスキャラ） | 上記以外の3球団 （『2014』以降はカープとホークス含みの5球団） |

そのほか、アイテムをくれるマスコット犬「ガンダー」、能力を大幅に上昇させてくれる（あるいは大幅に下げてしまう）「ダイジョーブ博士」、体力を大きく減少させる「姫野カレン」らもマップ上に登場する。
パワプロ2012のサクサクセス以降はお祭り要素が増え「野球マン」など新しいキャラが登場するようになっている。

### パワファーム
高校野球編とサクサクセスで育成した選手を集めてチームを編成し、歴代サクセスに登場したチームと試合を行うモード。試合に勝つことでアイテムを入手し、そのアイテムを高校野球編、サクサクセスに使用して育成を有利に進めることができる。
試合を行う為には一試合につき「パワチケット」が一枚必要であり、このチケットは他の2モードで選手育成に成功した際に1〜3枚入手することが出来る（最大で9枚）。
相手チームには打撃・走力・守備・投手力・バランスの5タイプがある。勝利する毎に自チームに経験値が加算され最大でランク5までレベルアップ出来る。相手チームのタイプとランクに応じて獲得アイテムは質・量ともに増す。
ただしスタメンとベンチ入りメンバーを選んだ後の試合は「高速試合」モードで行われ、選手交代といった指示等で試合に介入することは出来ない。また、相手チームには過去作のサクセスキャラは在籍せず、その他選手各々の能力を確認することも出来ない。
他のサクセス2モードに登場する「継承選手」はこのファームの登録選手に限られる。なおファームへの選手登録は完全にオートで行われるが、一定数を超えた場合は二軍選手のファームからの離脱と引き換えに新しい選手が加入する事になる。
稲村豊子
パワファームの管理人。関西弁のパワフルな女性。おさげと黄色いバンダナがトレードマーク。Tシャツは曜日ごとに代わる。2013では特別な条件で「パワチャレ」に現れる。
稲村豊穂
ファームの事務担当で、豊子の姉。常にスーツ姿。基本は裏方なので会える事は少ないが、2013の「パワチャレ」では管理担当になり、休日（土日）は関西弁しゃべりになり、気の抜けた姿になる。

### 全力投球!高校野球編
恒例のサクセスモードの本編シナリオ。『パワポタ3』以来（ナンバリング作品では『13』以来）の高校野球編であり、開始時に「パワフル高校」、「アンドロメダ学園」、「ときめき青春高校」の3校から一校を選択する。
これまでの高校野球編（試合育成タイプシナリオである球八高校（『9』）と日本高校野球代表（『13決定版』）除く）と異なり、行動回数はこれまでの3年制（一年生の4月1週から～三年生の夏甲子園まで、約115～120ターン）から、1年制（今作では二年生の7月3週から～三年生の8月4週まで、計54ターン）に変更された。本作以降の高校野球編もそのターン数がスタンダードになっている。
試合のマニュアル操作は、甲子園大会本選出場時のみ8回以降に全選手を操作することもできる。
『5』『9』『パワポタ3』のように、猪狩ら『「第一世代」の高校時代』が舞台となる。高校野球のためか、ほぼすべての選手が「ヘッドスライディング」を所持している。

#### シナリオ
育成効率を高める「特殊コマンド」は高校毎に異なる。
一部のキャラのセリフには時事ネタを匂わすものが盛り込まれている。
校歌の歌詞は『パワプロ2014』以降の「栄冠ナイン」での校歌の選択候補に使われている。
パワフル高校
シリーズおなじみの高校。悲願の甲子園優勝を目指しているが、全体的なモチベーションが低い。試合回数は最多。安定した能力を持つ選手をつくりやすい。なお登場人物が一新されており、『5』は勿論『9』のキャラも一切登場しない。
「マネジメント」
マネジメントの啓蒙書に感化された女子マネージャーが提案した特殊コマンド。具体的にはマネージャーが部員二名を集めて意見を求め、主人公がどちらかを採用する形のミーティングとなる。練習機材のレベルアップや体力の回復、経験点の入手などが行える。たまに両人共に何も思いつかなったこともある。また提案を出そうとするモブ選手は存在感を出すためか「オレの話を聞け〜」と歌調になっている。
〜パワフル高校 校歌〜
光り輝く学びや
大海の心を胸に
永遠の新風吹かそうぞ
我らの我らの パワフル高校
アンドロメダ学園
『5』・『9』・『13』等の対戦相手校。研究学園都市に位置し、高い学力を誇るがスポーツ面を苦手とする「安藤梅田学園」が、突如赴任してきた「武井田ジョー」によりスポーツ強豪校へと急激な変貌を遂げた。開始から練習レベルが他校より1つ上で、試合数もパワフル高より1つ少ない程度であるため、強力な選手が作りやすい。各選手が片目のゴーグルを装着しているのも特徴の一つ。
「超特訓」
武井田が導入した最新の練習機材による練習。経験点が加算されず、選択した能力がダイレクトに上昇する。しかし多分に臨床実験的性格を持つ為、失敗してかえって能力が低下する事すらある。なお、項目によっては助手の加藤姉妹が担当する。
〜アンドロメダ学園 校歌〜
大宇宙規模の大スケ〜ル
まさに全米が震撼
大ヒット〜♪
これはとことん行くしかない
到達するは誰も知らない秘密の場所
Oh Oh その名は
アンドロメダ〜
ときめき青春高校
本作初登場の高校。名前とは裏腹にかなりのヤンキー高校。開始当初は主人公と矢部のみの同好会状態であり、序盤は部員不足で試合すら出来ない。全ポジションに固有キャラが用意されており、彼ら一人一人が入部する過程を描くなど、ストーリー面が特に濃密なシナリオとなっている。また、ミニゲームも豊富。
「青春」
固有キャラと親交を深める特殊コマンド。これにより「ときめいた」キャラと共にする練習には経験点にボーナスが加算される。また、このコマンドは対象者を「絶好調」にする効果もあり、調子に影響されやすい（安定感2所持）選手が多い本校では試合前に青春コマンドで不調から回復させるのも攻略上必要となる。
〜ときめき青春高校 校歌〜
ギラギラ眩しい マイフレンズ
ほのかに香る 春のフレバー
虫ケラみたいなオレ達の
ドッキドキの未来（ゆめ）をつかみとれ
ときめく ときめけ ときめけば
ときめき青春高校

### 登場キャラクター
年齢はゲーム開始年（猪狩守の高校二年時）の4月1日時点。なお一部選手の「所属球団」については、特に言及がない場合は公式サイトにおける配布データやサクサクセスで登場する際に所属している球団を意味する。

#### 共通する登場人物
主人公（パワプロ君）
プレイヤーキャラ。全高校共通で猪狩守と同期。中学の全国大会で猪狩と対戦しており、彼からは強いライバル意識を燃やされている。IT企業の部長職を定年退職した父親と企業OLだった母を持つ、それなりに裕福な家庭に生まれる。アンドロメダ学園では練習と試合時に専用のゴーグルを着用しており、ときめき青春高校ではキャプテンとなり、自分で打順を決める。16歳。
矢部明雄（やべ　あきお）
主人公の親友である外野手（主にセンター）。チャンスに弱いが、抜群のスピードを誇る。場合によっては4番を張ることも。サブカルチャーに深くはまっており、ガンダーの写真集を所持しているが、その中で「オレンジ色をした感じの違うガンダー」には冷たい態度を見せた。いささか助平な言動も目立つ。
アンドロメダ学園での練習と試合時はメガネ型の専用のゴーグルを着用している。ときめき青春高校では矢部を慕う舎弟が出来たり、身を挺して仲間を暴力から守る気概も見せたり、投手育成時は一打席勝負をすることがある。16歳。
猪狩 守（いかり　まもる）（巨人）
シリーズの看板キャラ。あかつき大付属のエース。高二の夏には既に甲子園準優勝を果たし、高校野球ナンバーワン投手の呼び声が高い。中学の全国大会で主人公に内野安打（パワフル高校の主人公はホームランと言いかけた）を打たれ、ノーヒットノーランを阻止されたことがある。16歳。
キザで嫌味な自信家。『9』では「黄金世代」の先輩らが引退した後、弱体化と侮られる母校を背負うべく悲痛な決意で練習に取り組む姿が描かれたが、本作では割と能天気で、奔放で破天荒で無軌道な面も強く見られる。今回は最初からオリジナル変化球は持っておらず、修行の末編み出したもので「ライジングショット」を覚えるイベントがある。
猪狩 進（いかり　すすむ）（オリックス）
猪狩守の弟。あかつき大付属の正捕手。打順は1番。礼儀正しい常識人。兄の無礼な言動のフォロー役。後には兄と道を分かつ事になるが、本作では仲良く兄に同行する姿が見られる。15歳。
早川 あおい（はやかわ　あおい）（ロッテ）
シリーズの看板キャラ。恋恋高校野球部員。一流選手顔負けのサブマリン投手。勝気で真面目でひたむきな少女。16歳。
二年夏の予選大会に選手として参加、規定違反を問われ、出場停止処分を受ける。その後はマネージャーとして野球部を支える事を決意したが、その仲間たちの献身的な活動は世論を動かし、出場規定は改正され、晴れて選手として復帰を果たした。今回は野手の打撃勝負でのみであおいが制服姿での勝負が行えるイベントがある。
早川のチームメイト
恋恋高校野球部員。草野球の助っ人などで早川と共に登場する少年。彼女が野球を続けられるよう、署名活動を広めた。解説文では『9』の恋々編主人公である事が仄めかされている。
署名活動では相棒も登場するが、その人物は顔は違うが矢部のような「やんす」口調でしゃべる眼鏡着用者である。
阿畑 やすし（あばた　やすし）（阪神）
たこ焼きにこだわりを見せる関西人。そよ風高校野球部OB。ゲーム開始年のドラフトでは下位ながらも阪神から指名を受ける。主人公が投手であると、オリジナル変化球習得を手伝ってくれることも。17歳。
友沢 亮（ともさわ　りょう）（西武）
シニアリーグに所属する中学生で登場。高い野球センスの持ち主で、主人公に特殊能力を教えたりすることもある。父の失踪により家庭が困窮する中、プロ選手になって母や妹弟を支える事を決意している。進と仲良くなるが、守のことは露骨に嫌っている（しかし、守の実力が壮絶な努力に裏打ちされたものであることは認めており、野球選手としてならば一緒にプレーしたいとも言っている）。名前が「りょう」だからと言ってもゴルフがうまい訳じゃないと守に言われ、少々気にする面も。12歳。
橘 みずき（たちばな　みずき）（楽天）
シニアリーグに所属する中学生で登場。橘財団の内気な箱入り娘だったが、野球によって活発な性格に変わった。本作では珍しく猪狩と絡むが、同族嫌悪なのか相性は悪い。12歳。イベントでは財布に百円玉も持たず、カードやお札で済ませいているとのこと。
クレセントムーンやクロスファイヤーを教えてもらうイベントでは、投法がサイドスローに変更される。
姫野カレン
お馴染みの一応彼女候補。ときめき青春で茶来の為に祖母の治療費を無償で渡したり、美代子が彼女になっていると、主人公と付き合っていることを妬んでいたが、美代子から汚い言葉受けて去っていったりもする。本作から登場したの「サクサクセス」では事実上のお邪魔キャラとして育成を困難なものにしている。

#### パワフル高校編
山道 翔（やまみち　かける）（広島）
パワフル高校のキャプテンでエース。主人公と同学年。速球が武器。自他共に認める熱血漢。『パワプロ』では珍しい、典型的高校球児的容貌。16歳。
生木 盛生（なまき　もりお）（ヤクルト）
1つ下の後輩。ポジションは遊撃手と三塁手。バランスの良い能力の持ち主。少々生意気な性格。実は主人公の幼馴染であり、春の甲子園権初戦で敗退すると、敗退意気を失った彼が奮起するよう陰に陽に尽くしている。後日談ではヤクルトへの入団が語られる。15歳。
都中 新太郎（みやこなか　しんたろう）
2つ下の後輩。リリーフピッチャー。速球と多彩な変化球が武器。中学時代に全国優勝を果たした程の実力者で、パワフル高に進学したのは単に実家から近かったから。謙虚で礼儀正しい性格だが、無類のゲーム好きで、特に格ゲーになると性格が変わる。14歳。
根津 猛（ねづ　たける）
パワフル高校の監督。自他共に認める熱血漢だが、私生活は少々だらしない。
川井 菜実（かわい　なみ）
パワフル高校のマネージャー。主人公や生木とは幼馴染で、パワフル高校の現状打破のためにマネジメントを本格的に勉強する。16歳。

#### アンドロメダ学園編
大西＝ハリソン＝筋金（おおにし＝－＝すじがね）（中日）
第一世代の高校編で最後の相手として立ちはだかっていた投手。アンドロメダ学園の左腕エース。たれ目。当初は貧弱で気質もネガティブだったが、武井田ジョーの超特訓により肉体的にも精神的にも覚醒を果たした。ランダムイベントで、変化球のキレが強化されたり弱体化することがある。帝王実業の山口と知り合い、ライバルとなる。卒業後は中日に育成選手として入団する。16歳。
嵐丸 士朗（あらしまる　しろう）
2つ下の後輩。ポジションは投手。エースである大西に憧れて入学した。女子にモテている。14歳。
武井田 ジョー（ぶいだ　－）
2年夏から野球部の監督になる謎の男。「紳士のズラ」というカツラをかぶり、安藤梅田学園を一晩でアンドロメダ学園に改名し、練習効果が上がるという通称アンドロゴーグルや超特訓施設などを開発する。定期的に「遊ぶ」コマンドのイベントにより、監督の正体が判明する。
加藤 理香
お馴染みの医師。全シナリオで保険医として登場するが、「アンドロメダ」編では武井田の助手として選手らの育成に協力する。
加藤 京子
お馴染みの看護師。姉同様、「アンドロメダ」編では武井田の助手として活躍する。
神埼 こりす（かんざき　－）
アンドロメダ学園のマネージャー。主人公たちの2つ後輩。14歳。
そのため彼女と電話交換イベントは遅く、クリスマス及びバレンタインのイベントは発動しない。
「洋士（ひろし、あるいは「ようじ」）」という弟がいる。
デートでのカラオケイベントでは矢部が乱入することがあり、アニメの歌に一目置いている。
白髭 広重（しろひげ　ひろしげ）
全高校共通の高校の校長。アンドロメダ学園では校長兼、野球部前監督。体力の限界で気力も無くなったことを理由に次期監督を募集していた。時折全うな台詞を発することも。
ドラフトイベントで下位になると、携帯電話に出るとき口で「ガチャ」と言いながら通話ボタンを押して出たり、電話を切る時も「ガチャ」と言う変な癖がある。
終盤は武井田監督からカツラを貰った。
ときめき青春高校ではイベントのみ登場。
山口 賢（やまぐち　けん）（中日）
準レギュラー格のライバルキャラ。帝王実業のエース。マサカリ投法からの鋭いフォークが武器で、その実力は既にプロレベル。普段は物腰爽やかな好人物だが、野球帽を被ると途端に尊大で威圧的な性格に変わる。16歳。
アンドロメダ編では大西との交流が描かれ、ライバル関係になる。『11』『12』では肩に抱えた爆弾が元で投手生命を絶たれたが、本作では大西の助言により、肩の治療を優先すべく卒業後は大学に進学。

#### ときめき青春高校編
青葉 春人（あおば　はると）（日ハム）
とき青の数多くのヤンキーの中でも最も恐れられている男。だが実際は仲間思いでクールな性格。速球並のスピードを持ち、異常なまでのキレがあるスライダー（超真魔球）が武器。元々は凄腕の投手だったが、ある事件が原因で野球をしなくなった。ハム（国産もの）が好物。16歳。
超真魔球を使えるのは過去これまで幾度と「助けたい」という気持ちから生み出されたことが語られる。しかし元々投げるようになった「魔球（スライダー）」は普通に投げれるようになったらしい。
「ライトニング・デス・1号」という感電装置を用いて「超真魔球改」にパワーアップする。
神宮寺 光（じんぐうじ　ひかる）
リーゼントとサングラスが特徴の自称「激シブヤンキー」。ポジションは一塁手。ミート力と守備が売り。フォームはこんにゃく打法。サングラスが無いと性格が激変する。16歳。
稲田 吾作（いなだ　ごさく）
帽子を被った色黒の男。ポジションは三塁手。打撃が売り。
語尾に「〜YA」「〜KA?」など韻を踏んだような関西弁でしゃべる。自称「ラップホップ（ラップ＋ヒップホップ）の帝王」。16歳。
茶来 元気（ちゃらい　げんき）（横浜）
ピンクの髪をした、その名のとおりチャラい男。ポジションは二塁手と遊撃手。
バランスのよい能力を持つ。打撃は勝負強いがサプポジのショートは得意ではない。パラパラが得意。家は祖母と二人暮し。16歳。
三森 左京・右京（みつもり　さきょう）・（みつもり　うきょう）
マスクをした二人。俊足の外野手（矢部をセンターに挟んだ左右両翼）。両者外見、年齢、利き腕と打席を除き能力が全く同じだが、双子ではないらしく、そう言われると二人とも怒る。二人とも16歳。
本当は三つ子で、同じく野球をやる兄弟「上京（かみぎょう）」がいるが、怪我を負い野球をやめてしまう。
鬼力 剛（きりき　つよし）
無口な大男。強肩強打の捕手。表情がほとんど変わらないため、強面だが気の優しい人物で、なおかつ頭脳明晰でもある。16歳。
小山 雅（おやま　みやび）（ソフトバンク）
女の子のような容姿をした金髪の本人曰く「男」であるが、実際に性別は…？ポジションは遊撃手。甘い物好き。16歳。
西郷 十三（さいごう　じゅうぞう）
2つ下の後輩。白髪の大男で中年のような外見。性格は尊大で先輩にも態度は何ら遠慮する所がない。ポジションは投手。豪速球を誇り、更に超スローボールも駆使する。自分の背後をもたれるのをなぜか異常に嫌っている。老け顔を気にしており、これでも14歳。
茶来とは中学時代に組んでいて、茶来は「影の茶来」西郷は「光の西郷」と呼ばれていた。
大空 飛翔（おおぞら　ひしょう）
ときめき青春高校の監督。常に性格同様のんびりと野球部の選手を見ているだけだが、代々伝わる拳法「野球拳」の保持者でもある。その歴史は「74年」と微妙に浅い。
ときめき青春高校の提携でもある「ときめき青春工業株式会社」の代表取締役でもある。
美代子が彼女だと、バレンタインイベントで美代子のチョコに少量の毒を盛っておいたと主人公に影から脅しかける（実際は普通のチョコだった）。
この時ときめき青春高校以外の高校でプレイし、彼女となった美代子とのバレンタインを迎えると、姿を見せた祖父の飛翔が拳法家な割りに、ユニフォーム姿なのを見た主人公は拍子抜けしていた。
ふんどしを愛用しており、サクセスエンディングでは武井田のカツラを被っていた。
大空 美代子（おおぞら　みよこ）
ときめき青春高校のマネージャー。大空監督の孫娘で、母親はヨーロッパ生まれ。
普段はおっとりとしたかよわい一般学生を装うが、内実はとき青不良高でも屈指の猛者。怒った時には眼力鋭く、口調も荒々しい武闘派に豹変する。喧嘩を売った男子も悲鳴を上げるくらいだった。
他のとき青固有メンバーと同様、彼女の魅力に惚れ込んだ舎弟がおり、他の人物の舎弟同士が言い争うイベントでは「ミヨちゃんさん」と呼ばれている。
唯一彼女成立前に姫野カレンに出会っているか否かで成立後のデートイベントが少し変化する。16歳。
朱雀 南赤（すざく　なんせき）
四神黄龍高校のエース。かつての青葉のチームメイトでライバル。髪は紫色で長く、目付きが悪い。「全知全能の神」を自称している。150km台後半の速球を誇り、珍しくサブポジションに外野手でセンターを持つ二刀流選手でもあるが、作中外野に付くことは無い。
飛猿の逮捕後は飛翔によって我に帰り、青葉と共に野球を続けることを誓った。16歳。
下の名前の「南赤」についてはイベント中に語られることはないがデータ上の音声に名前が登録されており、次回作『パワプロ2012』ではパワスタでのカードに本名が載っている。
大空 飛猿（おおぞら　ひえん）
四神黄龍高校の監督。ときめき青春高校の大空飛翔監督の双子の弟で、甲子園で出会った主人公は当初は飛翔監督と勘違いしていた。
兄と異なり口がかなり悪く、改造ボールを用いて青葉が野球を辞める原因を作った男。選手を人形ぐらいにしか扱うなど性格は悪く、マネージャーも彼の行為を怪しんだ。相手の精神を操る「裏野球拳」が得意。その後、四神黄龍高校に生徒を裏口入学させ、賄賂を受け取っていた事が発覚し、警察に逮捕された。
美代子も彼の行為を知っており、パワプロ2013のあるキャライベントでは飛猿の名前が上がると彼のことを「あのクソジジイ」と呼んでいた。

#### 対戦相手校
対戦校としては以下の各校が登場する。
あかつき大附属高校
他県の名門校。強豪「激闘第一高校」に圧勝する程の実力。パワフル高編・ときめき青春高編では3年夏の甲子園準決勝で対戦する。ちなみに2年夏の大会終了後に登場する為、『9』の「黄金世代」らは引退済みである。初登場は『5』。
恋恋高校
つい一年前に共学化したばかりの隣町の元女子高。ランダムイベントでは第三者視点で『9』のストーリーが展開される。
帝王実業
最強と名高い全国屈指の名門校。パワフル高編では3年夏の甲子園決勝、アンドロメダ編では準決勝で対戦する。『5』で初登場。
四神黄龍高校
アンドロメダ編・ときめき青春高編のみ登場し、3年夏の甲子園決勝で対戦する高校。朱雀、玄武、白虎、青龍といった四神にちなんだ名の選手がいる。神の使者を自称し、走攻守全てが完璧なチーム。
- この他、バス停前高校、清貧学園、末士科学技術高校、一芸大付属高校、花金商業、激闘第一高校、得々農業高校、お忍び高校、大京近工業高校、南港埠楽水産高校、レインボーハイスクールらも登場する。これらにも固有の名前と能力が設定された選手が用意されている。

### 天下統一 戦国時代編
決定版の追加シナリオ。ボールが頭を強打し目覚めると戦国時代にタイムスリップした甲子園球児によって野球が広められ、戦国大名らも戦ではなく主人公がスリップと同時に所有していた野球道具が元になり野球で天下を競うようになった、という異色のストーリー。
選手全員が甲冑を身に纏っており、審判は烏帽子姿で判定も「ストライクじゃ！」などと言ったり、バットはイグサなどで固めた竹製となり、いわゆるリリーフカーに至ってはバックのファウルスペースにある左右の門から投手自ら、馬に騎乗しマウンドに登場する、とグラフィックや演出面が異彩を放っているのも特徴。戦国時代なので堂前の実況は存在しない。
天下統一の試合は満月の夜間に行われるが、メインメニューの「試合」から、「戦国球場」が選択でき、試合をデーゲームにすることが可能。
歴史上の人物からは織田信長、武田信玄、上杉謙信、毛利元就、島津義弘、長宗我部元親、豊臣秀吉、徳川家康、伊達政宗が君主として登場する。また島津義久、吉川元春、小早川隆景、山本勘助、明智光秀、本多忠勝、片倉小十郎、直江兼続、石田三成、真田幸村が各国の配下武将として、前田慶次、服部半蔵、宮本武蔵、佐々木小次郎、猿飛佐助が浪人として、そして最後の敵としてペリーが登場する。この他、モブとして登場する選手も全員戦国武将である。
ゲームの進行
プレイヤーは九名の君主の中から1人を選び、その家臣として野球の試合に勝って他国を併呑し、天下統一を目指していく。一度でも勝利すればクリアは可能だが、グッドエンディングに至るには全国を統一し、その後に現れる「黒船軍」に勝利せねばならない。
新月から一月の間に可能な練習は3回であり、続いて上弦の月の日に「探索」「茶会」「武将」という三つの「計略」の内の一つを実行した後、満月となり、他国との「合戦」（試合）を行い試合勝利後、次の新月まで休養し、また練習と試合を開始というスケジュールを繰り返すことになる。試合当日である満月でも中断セーブが可能になっている。
練習
練習は野手・投手を問わず、「筋力」「敏捷」「技術」「変化球」「精神」の五種類だが、一つの練習では一種類の経験ポイントしか得られない。
例えば高校編の「走塁」練習では「敏捷」「精神」の二種の経験点が得られるが、戦国編「敏捷」練習で入手できるのは「敏捷」ポイントだけである。
体力のシステムは無いため、ケガイベントは無く、自身のコンディションの影響はやる気のみ存在する。
計略
戦力の増強や敵の弱体化を図れるコマンド。敵国の君主も実行してくる。
探索
自国を探索し、浪人やサクセスで登録した継承選手の自軍への登用や家宝の入手を行う。何もないことも。
茶会
茶会を催し、自軍の士気（やる気）を高める。
武将
仲間に助力を頼み、味方や敵に様々な効果を発生させる。君主格の将・元浪人・矢部ノ介・ゼンザイが実行可能だが、一度のプレイ中で選択可能なのはそれぞれ一度きり。

合戦
試合中の操作は、自分のみ操作する「自分本位の陣」、8回以降の全ての操作を行う「七しのぎ八起き」に加え、中盤から基本はオート操作だが攻撃時の得点チャンス及び守備時のピンチのみ操作し、9回以降は全てを操作する「オイシイとこ取りの陣」から選択できる。選手の采配の選択が可能であり、投手なら自分選手がプレイ中、途中で降板することが出来たり、登板せず出場しないことが出来る。
合戦に勝利すれば自軍武将たちの能力が強化される。また、相手国の君主と配下武将を自軍に加える事が出来る他、練習レベルもランダムで一つ上昇する。
なお他国同士も一定の確率で合戦を行う。この時敗れた側の配下武将は勝者に仕官するため自軍に再仕官させることが可能だが、敗れた君主は行方不明になり、その後ゲーム中に再登場することはない。

#### 登場人物、武将
矢部ノ助
矢部明雄そっくりの足軽で、本編の相棒役を務める。多分に趣味人的で、主人公から習った外来語の単語を好んで口にする傾向がある。また「お宝」探しにも余念がない。
おしるこ姫
本編のヒロイン。プレイヤーが選択した君主の下で保護されている姫。戦を嫌っており、人々が傷つく事無く乱世を収められるよう、領土争いの解決策として戦国時代に現れた主人公の野球を知り、世に広めた。
その身を案じる君主により「合戦」への参加を禁じられるが、忍者「ゼンザイ」に変装して他国との試合に加わることになる。母から忍術の訓練を受けており、身体能力は高く、カーブ方向のオリジナル変化球「サクラフブキ」を含む豊富な球種を操るが、1人の打者を相手するのが精一杯なほど、スタミナが極端に低い。
いつしか主人公はゼンザイがおしるこ姫であったことを察していた描写があり、無事未来に帰った主人公はおしるこ姫の子孫であるような野球部のマネージャー「あずきちゃん」に手当てを受ける。
「2022」のパワフェスにて、ゼンザイに変装し、戦国高校所属かつ、「アプリ」の戦国高校の設定で登場している。
織田信長
速球派の投手。
部下の明智光秀は外野手で、世に少々不満を持ちヤンデレな表情を見せる。
武田信玄
計略の風林火山はそれぞれ一文字を選ぶことで能力が変化する。
部下の山本勘助は捕手で、信玄とバッテリーを組む。
上杉謙信
女性に近い凛々しい顔立ちの左投手。
部下に直江兼続がいるが目がキラキラしていて日長、謙信の臭いをクンクン嗅いでいる。謙信は気にしていない。
伊達政宗
守備を中心に、弱点らしい弱点が無い遊撃手。バッティングフォームは予告ホームランの如く、腕を前に出す。
部下の片倉小十郎は二塁手だが外野も守ることが出来る。堅い喋り方に、矢部ノ助は小十郎が去った後は口調が砕けていた。(矢部ノ助は「主人公の真似をしただけ」と言っている。)
毛利元就
老人の外見。計略では「三本の矢」を披露するが容易く3本矢をへし折ってしまう。
部下の吉川元春は野球のルールに疑問符を持ったが、小早川隆景はルールを受け入れ、野球用語まで覚えている。
豊臣秀吉
普段は温厚で目下にも礼儀正しく、各武将で唯一主人公を「さん」付けで呼んでくれる。
部下は石田三成と真田幸村。
徳川家康
どこと無く顔つきが星飛雄馬に似ている。
部下の本多忠勝は一塁手で圧倒的なパワーを誇り、戦が出来ず残念がっていたが、主人公の説得により役場を果たす。
島津義弘
速球派の投手。
部下として登場する兄の島津義久は対照的に変化球派。
長宗我部元親
全武将の中で唯一固有キャラの部下がおらず、部下の固有選手紹介時には引き続き長宗我部が登場する。

##### 浪人・その他
前田慶次
浪人として登場。女を好み、野手能力が高く選手としても申し分ない。
佐々木小次郎
浪人として登場。作中見えにくいが背中に「燕」の文字が書かれてる。初対面の主人公に対しては態度がかなり悪く「動きは鈍く、出で立ちはみずぼらしくまさに愚鈍の極み」と言う。目をつぶっており、笑うときは朗らかに笑う。おしるこにナンパし、主人公と勝負することがある。武蔵が既に仲間になっていると仲間になってくれない。
宮本武蔵
浪人として登場。荒々しい恰好をしている。打席がスイッチヒッターになれるイベントがある。小次郎が既に仲間になっていると仲間になってくれない。
猿飛佐助
浪人として登場。迷彩柄地の忍者服を着ており、顔も迷彩メイクが施されている。コソ泥として身をひそめていたが、おしるこ姫に簡単に見つけられてしまい、君主に付くこととなると、喜んでいた。
半蔵同様、投手の割に走塁など野手得能に秀でている変わり種の選手。オリジナル変化球は変化量の大きいナックルの「コノハオトシ」。
他国の君主の基礎能力を大幅に下げることが出来るイベントがある。(成功するかはランダムである。)
服部半蔵
浪人として登場。青い忍者服を身にまとい身をひそめていたが、主人公に簡単に見つけられてしまう。
猿飛同様、投手の割に走塁など野手得能に秀でている変わり種の選手。オリジナル変化球は「Hシュート」のキレが鋭い「カマイタチ」。
『2013』では「変化の術」が苦手らしく、うまく各高校のマネージャーや生徒に変装できたが、警戒がおろそかになったが故、一部始終を変装された本人に知らされ、主人公共々怒られてしまう。
上記浪人たちは探索でしか出会えなかったためか、『パワプロ2013』ではサクセスのデッキキャラとして先行で登場し、「タイムスリップしてやって来た」と一部のキャラクターが語るが、詳しい経緯や言及は無く、むしろ楽しく高校の授業を受けたり、野球を楽しんでいる。
継承選手
浪人として登場。元の顔設定がパワプロくんだと顔はツリ目の顔で統一される。
デ・ジャーヴ医師
イベントのみ登場。本人曰く「未来からタイムスリップした蘭方医」とのことでサクセス同様、低確率で能力アップだが失敗するとやはりダウン。
専用BGMは三味線や尺八、掛け声などになり和楽器調のお祭り風になる。ちなみにゲドー君もいる。
「大丈夫ノ護符」というアイテムが手に入れば彼に会う確率もアップするが手術成功確率は変化しない。

##### 黒船軍
黒船軍が使用するバットは金属バットとなっている。
ペリー
天下統一を成功した後に来襲する「黒船軍」の親玉。速球派の投手。
ヤーベン
天下統一後に来襲する「黒船軍」の一員。容貌は『パワメジャ』のヤーベン・ディヤンスに酷似。
南北戦争頃のアメリカ軍服を着用しているが、指揮官ペリー共々その所属の説明、そっくりさんイベントはなく選手データにて存在。
打法はときめき青春高校の西郷と同様スナイパーショット。打法を編み出した『13』のヴィクターを差し置いて、日本で初めてこの打法を披露した人物となってしまう。
『2013』ではヤーベンのイベントにて彼のダディ曰く「先祖が黒船の一員だった」らしい。